# Далгат Дженнет Магомедівна
Дженнет Магомедівна Далгат (1885, Ураха — 1938, Владикавказ) — радянська та дагестанська композиторка, музична і громадська діячка. Перша жінка з вищою освітою і перша жінка-композитор з Північного Кавказу. Основоположниця музичної освіти Дагестану. Дочка державного діяча Магомеда Далгата. Мати диригента Джемала Далгата.

## Біографічні відомості
Народилася в 1885 році в сім'ї депутата Державної думи Російської Імперії IV скликання, комісара з управління Дагестанською областю Магомеда Далгата і дочки перського консула в Ростові-на-Дону Ніса - Ханум Далгат. Етнічна даргинка.
Ще з дитячих років захоплювалася музикою. Потім поїхала до Німеччини і поступила в Лейпцизьку консерваторію, яку з відзнакою закінчила 1909 року по класу фортепіано, а в 1913 році закінчила Вищу школу виконавської майстерності. У період навчання в консерваторії її вчителем був професор Альфред Рейзанауер.
З 1913 по 1925 вела активну концертну діяльність по містах Росії і Європи. В результаті отримала широку популярність і успіх. Багато журналів і газет Європи повідомляли про її концерти, що проходили при переповнених залах. Отже, вона стає першою жінокою-горяною з вищою освітою і першою жінкою-композитором з Північного Кавказу.
У той період, коли вона здобувала другу вищу освіту в Лейпцизькій консерваторії, з нею був її маленький син Джемал, що народився 1920 року. З дитячих років він був занурений у німецьку культуру, виявився в самому центрі розвитку і розквіту музичного виконавства Німеччині. Надалі він стане художнім керівником Михайлівського театру в Ленінграді, очолить Санкт-Петербург оркестр, отримає звання Заслуженого діяча мистецтв РРФСР і народного артиста РРФСР, Дагестанської АРСР і ЧІАССР. Він загинув під час пожежі в 1991 році у власному будинку, намагаючись врятувати архів діда — Депутата Державної думи Російської Імперії IV скликання, доктора медицини Магомеда Далгата.
Після Жовтневої революції 1917 року поряд з музичним виконавством Дженнет займалася педагогічною діяльністю, працювала в Дагестанській області, надаючи владі і композиторам безпосередню допомогу в організації Музичного училища в місті Махачкала. В училищі вона вела клас фортепіано.
У 1924 році народний комісар освіти Дагестанської АРСР Алібек Тахо-Годі видав їй відрядного листа в Лейпциг для отримання навичок професійної композиторської майстерності. Після відрядження вона компонувала музику в різних жанрах, черпаючи інтонації також із дагестанської народної музики.
Дженнет Далгат позначила важливі віхи у розвитку дагестанської музичної культури: заклала основи інструментального виконавства, стала основоположницею жанру і форми квартету і циклічної поліфонічної композиції на основі народних мотивів і награвань. Вона стояла біля витоків композиторської та музично-педагогічної шкіл Дагестану, була музикантом-просвітителем.
Дженнет Магомедівна померла в 1938 році у віці 53 років, похована у Владикавказі.
Її ім'ям названи вулиці в містахМахачкала, Дербент, Буйнакськ в селі Сергокала. На її честь в Музичному училищі Махачкали проходять зустрічі, конференції та фестивалі.